# When London Burns
When London Burns è il primo DVD della band death metal statunitense Deicide, pubblicato il 7 marzo 2006 dalla Earache Records.

## Il disco
è stato registrato il 29 novembre 2004 al Mean Fiddler di Londra (Inghilterra). sono presenti molti classici della band quali "Sacrificial Suicide" , "They Are The Children of the Underworld", "Dead By Dawn" e molte altre.
nel DVD è presente anche il documentario sulla band "Behind The Scars" che mostra molti retroscena e interviste della band, fotogrammi esclusivi e la spiegazione del motivo per cui Glen Benton si è marchiato a fuoco la sua famosa croce rovesciata sulla fronte.

## Tracce
1. Scars of the Crucifix – 3:23
2. They Are the Children of the Underworld – 3:10
3. Bastard of Christ – 3:02
4. When Satan Rules His World – 3:08
5. Once Upon the Cross – 3:14
6. Kill The Christian – 3:18
7. Serpents of the Light – 3:05
8. Dead but Dreaming – 3:21
9. Lunatic of God's Creation – 2:49
10. Sacrificial Suicide – 3:17
11. When Heaven Burns – 3:54
12. Dead by Dawn – 4:21
13. Behind the Light Thou Shall Rise – 3:02
14. Deicide – 4:18
15. Crucifixation – 5:26
16. Christ Denied – 3:25
17. Oblivious to Evil – 3:03

## Formazione
- Glen Benton - voce, basso
- Jack Owen   - chitarra
- Dave Suzuki - chitarra
- Steve Asheim - batteria